# Эгбунике, Инносент
Инносент Эджима Эгбунике (англ. Innocent Ejima Egbunike; р. 30 ноября 1961) — нигерийский легкоатлет, призёр Олимпийских игр.
Инносент Эгбунике родился в 1961 году. В 1983 году на летней Универсиаде он завоевал золотую медаль в беге на 200 м, а на чемпионате мира финишировал на этой дистанции 6-м. В следующем году на Олимпийских играх в Лос-Анджелесе он стал обладателем бронзовой медали в эстафете 4×400 м, а на дистанции 400 м финишировал 7-м. В 1987 году он стал чемпионом Всеафриканских игр в Найроби на дистанции 400 м, а на чемпионате мира завоевал на этой дистанции серебряную медаль. В 1988 году он принял участие в Олимпийских играх в Сеуле, но там стал 5-м на дистанции 400 м, и 7-м — в эстафете 4×400 м. В 1992 году Инносент Эгбунике принял участие в Олимпийских играх в Барселоне, но не смог завоевать медалей на дистанции 400 м. Впоследствии перешёл на тренерскую работу.